# Krasnoje Sieło (stacja kolejowa)
Krasnoje Sieło (ros. Красное Село) – stacja kolejowa w miejscowości Krasnoje Sieło, w Petersburgu, w Rosji. Położona jest na linii Petersburg - Iwangorod.
Kończy się tu biegnąca z Dworca Bałtyckiego linia dwutorowa. W stronę Gatczyny biegnie jeden tor.

## Historia
Stacja powstała w XIX w.

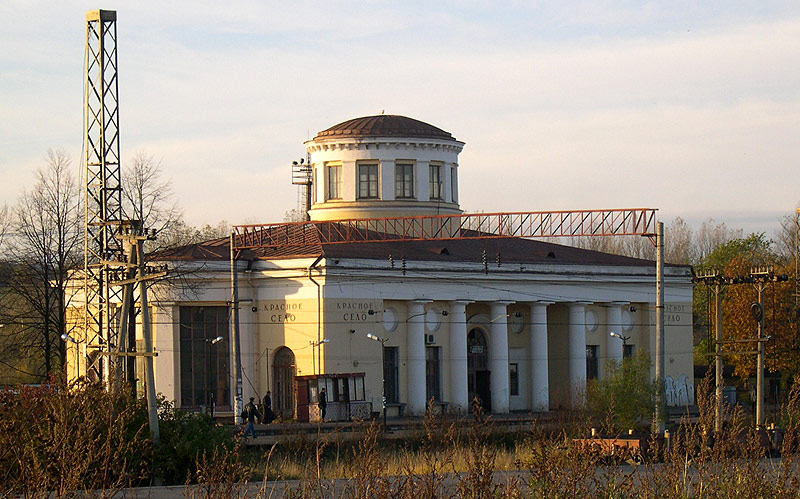
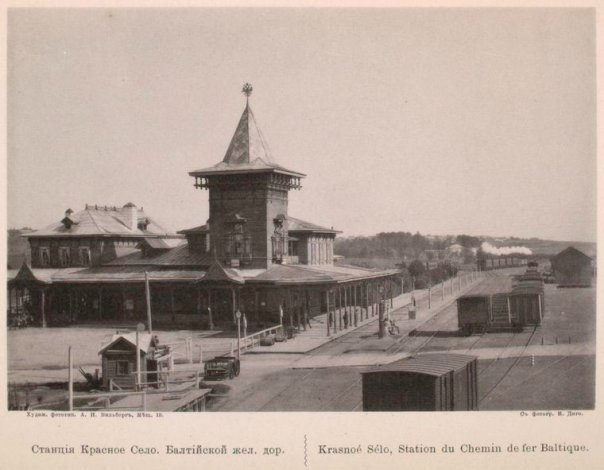
Stacja w XIX w.
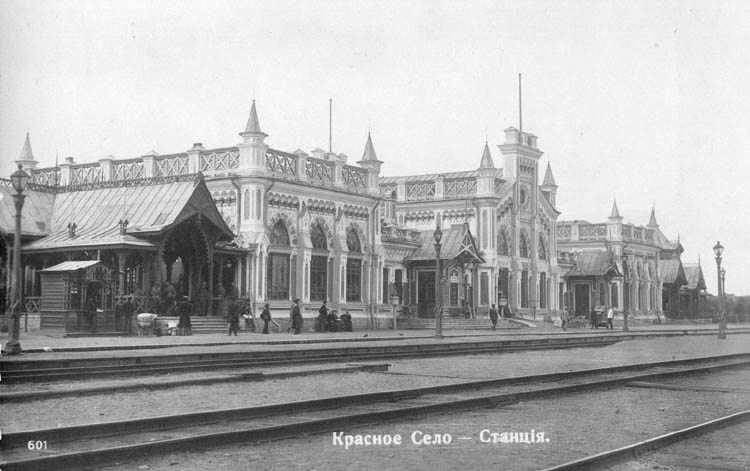
Stacja na pocz. XX w.